# Monte Tuffudesu
Il monte Tuffudesu è un complesso montuoso situato in territorio di Osilo, nella Sardegna settentrionale. Il rilievo, composto da tre cime poste lungo l'asse NNE-SSO, raggiunge l'altezza di 766 metri, tra le più elevate del Sassarese.

Sulla punta più a nord (m 673), intorno alla quale si sviluppa il centro abitato di Osilo, spiccano i resti di un castello medioevale dei Malaspina mentre la punta a sud, quella più alta, ospita la chiesa di Nostra Signora di Bonaria e, durante il periodo estivo, una postazione di avvistamento del servizio regionale antincendi. Da qui si domina il golfo dell'Asinara e parte della città metropolitana di Sassari.